# (1746) Brouwer
(1746) Brouwer – planetoida należąca do zewnętrznej części pasa głównego planetoid.

## Odkrycie
Została odkryta 14 września 1963 roku w Goethe Link Observatory (w ramach programu Indiana Asteroid Program) w Brooklynie w stanie Indiana. Nazwa planetoidy pochodzi od Dirka Brouwera (1902-1966), holenderskiego astronoma. Przed nadaniem nazwy planetoida nosiła oznaczenie tymczasowe (1746) 1963 RF.

## Orbita
(1746) Brouwer okrąża Słońce w ciągu 7 lat i 318 dni w średniej odległości 3,96 au. Należy do planetoid z rodziny Hilda, poruszających się po zbliżonych orbitach i pozostających w rezonansie 3:2 z Jowiszem.